# Arroba de los Montes
Arroba de los Montes é um município da Espanha na província de Ciudad Real, comunidade autónoma de Castilla-La Mancha, de área 61,7 km² com população de 556 habitantes (2006) e densidade populacional de 9,01 hab./km².

## Demografia

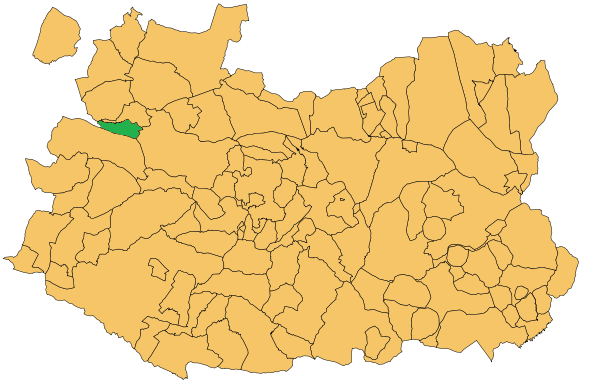
Mapa de localização

| Variação demográfica do município entre 1991 e 2004 | Variação demográfica do município entre 1991 e 2004 | Variação demográfica do município entre 1991 e 2004 | Variação demográfica do município entre 1991 e 2004 |
| --------------------------------------------------- | --------------------------------------------------- | --------------------------------------------------- | --------------------------------------------------- |
| 1991                                                | 1996                                                | 2001                                                | 2004                                                |
| 722                                                 | 694                                                 | 608                                                 | 584                                                 |

## Personalidades ilustres
- José Ortega, pintor e gravurista. [4]